# 타이곤
타이곤(tigon)은 수컷 호랑이(Panthera tigris)와 암컷 사자(Panthera leo)의 잡종 자손이다. 라이거와 다른 생김새를 갖추고 있으며, 라이거보다 체구가 더 작다. 부모 모두로부터 표현형을 나타낸다. 이들은 어미로부터 얼룩(사자는 얼룩에 대한 유전자를 가지고 있다. 새끼 사자는 얼룩이 있고 일부 성체는 희미한 표시를 유지함)과 아버지로부터 줄무늬를 가질 수 있다. 수컷 타이곤의 갈기는 사자의 갈기보다 짧고 눈에 잘 띄지 않으며 수컷 호랑이의 멍에 더 가깝다.

## 같이 보기
- 라이거
- 레오폰